# Diocese de Rayagada
A Diocese de Rayagada (Latim:Dioecesis Rayagadensis) é uma diocese localizada no município de Rayagada, no estado de Orissa, pertencente a Arquidiocese de Cuttack-Bhubaneswar na Índia. Foi fundada em 11 de abril de 2016 pelo Papa Francisco. Com uma população católica de 64.340 habitantes, sendo 1,0% da população total, possui 25 paróquias com dados de 2020.

## História
Em 11 de abril de 2016 o Papa Francisco cria a Diocese de Rayagada através do território da Diocese de Berhampur.

## Lista de bispos
A seguir uma lista de bispos desde a criação da diocese em 2016.
|                    | Nome                   | Período            | Notas              |
| Bispos de Rayagada | Bispos de Rayagada     | Bispos de Rayagada | Bispos de Rayagada |
| ------------------ | ---------------------- | ------------------ | ------------------ |
| 1º                 | Aplinar Senapati, C.M. | 2016 - atual       |                    |